# Urschum
Urschum (russisch Уржум) ist eine Stadt in der Oblast Kirow in Russland. Sie hat 10.213 Einwohner (Stand 14. Oktober 2010) und ist 195 km südlich der Gebietshauptstadt Kirow entfernt.

## Geschichte
Ursprünglich befanden sich an der Stelle Urschums Siedlungen der Mari. 1584 wurde der Ort als russische Festung gegründet, die den Namen Urschum nach dem Flüsschen Urschumka erhielt. Dank der Lage des Ortes zwischen Sibirien und dem europäischen Russland blühte dort Handel auf. 1796 erhielt Urschum den Stadtstatus. Im 19. Jahrhundert entstanden dort mehrere Gotteshäuser und andere historische Gebäude, die teilweise bis heute erhalten geblieben sind, außerdem entwickelte sich im Landkreis die Industrie.

### Bevölkerungsentwicklung
| Jahr | Einwohner |
| ---- | --------- |
| 1897 | 4.413     |
| 1926 | 5.700     |
| 1939 | 8.760     |
| 1959 | 10.874    |
| 1970 | 11.387    |
| 1979 | 11.957    |
| 1989 | 12.101    |
| 2002 | 11.514    |
| 2010 | 10.213    |

Anmerkung: Volkszählungsdaten (1926–1939 gerundet)

## Wirtschaft
Auch heute noch ist Urschum ein bedeutendes Zentrum der Landwirtschaft. Daneben gibt es in der Stadt mehrere Industriebetriebe für Holzverarbeitung, Nahrungsmittel- und Baustoffherstellung.

## Söhne und Töchter der Stadt
- Sergei Kirow (1886–1934), Politiker
- Alexei Speranski (1888–1961), Pathologe
- Juri Maslakowez (1899–1967), Physiker und Hochschullehrer